# Fosfoglukonat 2-dehidrogenaza
Fosfoglukonat 2-dehidrogenaza (EC 1.1.1.43, 6-fosfoglukonatna dehidrogenaza, fosfoglukonatna dehidrogenaza, glukonat 6-fosfat dehidrogenaza, 6-fosfoglukonat dehidrogenaza (NAD+), 2-keto-6-fosfoglukonat reduktaza) je enzim sa sistematskim imenom 6-fosfo--glukonat:NAD(P)+ 2-oksidoreduktaza. Ovaj enzim katalizuje sledeću hemijsku reakciju
6-fosfo--glukonat + + {\displaystyle \rightleftharpoons } 6-fosfo-2-dehidro-D-glukonat + NAD(P)H + H+

## Literatura
- Nicholas C. Price; Lewis Stevens (1999). Fundamentals of Enzymology: The Cell and Molecular Biology of Catalytic Proteins (Third изд.). USA: Oxford University Press. ISBN 019850229X.
- Eric J. Toone (2006). Advances in Enzymology and Related Areas of Molecular Biology, Protein Evolution (Volume 75 изд.). Wiley-Interscience. ISBN 0471205036.
- Branden C; Tooze J. Introduction to Protein Structure. New York, NY: Garland Publishing. ISBN 0-8153-2305-0.
- Irwin H. Segel. Enzyme Kinetics: Behavior and Analysis of Rapid Equilibrium and Steady-State Enzyme Systems (Book 44 изд.). Wiley Classics Library. ISBN 0471303097.

## Spoljašnje veze
- Phosphogluconate+2-dehydrogenase на 